# Brian Taylor
Brian Taylor é um roteirista, produtor e cineasta americano que fez uma parceria com o seu melhor amigo Mark Neveldine.
Juntos fizeram com a parceria Neveldine/Taylor:
- Crank - Veneno no Sangue (Crank) (2006)
- Crank 2: Alta Voltagem (Crank: High Voltage) (2009)
- Jogo (Gamer) (2009)
- Ghost Rider: Espírito de Vingança (Ghost Rider: Spirit of Vengeance) (2011)